# 히노 사토시
히노 사토시(日野 聡, 1978년 8월 4일 ~ )는 일본의 성우이며 악셀원 소속이다. 미국 캘리포니아주 샌프란시스코 출생.
대표작은 작안의 샤나의 사카이 유지, 제로의 사역마의 히라가 사이토 등 이 있다.

## 약력
- 샌프란시스코에서 태어나 5살까지 살았다. 당시엔 당연히 영어로 대화를 했으나 지금은 그때 일이 잘 생각나지 않는다고 한다.
- 10대 무렵부터 아동극단에 소속되어 연극 배우를 목표로 활동하다 외국 드라마나 영화의 더빙을 하다가 작안의 샤나를 계기로 성우 활동에 전념하게 된다.

## 출연작

### TV 애니메이션

#### 2006년까지
2003년
- 일기당천 (주유)

2005년
- 작안의 샤나 (사카이 유지)
- 지옥소녀 (메시아이 세이이치)

2006년
- 모레의 방향 (이오카와 히로)
- 제로의 사역마 (히라가 사이토)

#### 2007년·2008년
2007년
- 나루토 질풍전 (사이)
- 일기당천 Dragon Destiny (주유)
- 작안의 샤나II (사카이 유지)
- 제로의 사역마~쌍월의 기사~ (히라가 사이토)
- 크게 휘두르며 (시마자키 신고)
- 키미키스 pure rouge (사나다 코이치)

2008년
- 광란가족일기 (카츠라기 린도)
- 닌자의 왕 (아이자와 코이치)
- 일기당천 Great Guardians (주유)
- 제로의 사역마 ~삼미희의 윤무~ (히라가 사이토)
- 은혼 (카무이)
- 모노크롬 팩터 (후지사키 쥰, 10화)
- 흑집사 (주인(主人))

#### 2010년 이후
2010년
- 하나마루 유치원 (츠치다 나오즈미)
- 배신자는 내 이름을 알고있다 (후루오리 센시로)
- 바쿠만 (타카기 아키토)
- 메탈베이블레이드 (타테가미 쿄우야)
- 전설의 용자의 전설 (루크 스타커트)

2011년
- 어떤 마술의 금서목록 2기 (하마즈라 시아게, 24화)
- 작안의 샤나 III Final (사카이 유지)
- 마요치키! (사카마치 킨지로)

2012년
- 제로의 사역마 F (히라가 사이토)
- 유희왕 ZEXAL (신게츠 레이/벡터)

2019년
- 귀멸의 칼날 (렌고쿠 쿄쥬로)

2020년
- 불꽃 소방대 2장 (포옌 리)

2023년
- 제물공주와 짐승의 왕 (레온하트)

### 게임
2009년
- 우리들에게 날개는 없다 (오토리 카케루)

2014년
- 전국무쌍4 - 오타니 요시쓰구(大谷吉継)

2014년
- 두근두근 레스토랑 - 후와 켄토

### OVA
2006년
- 작안의 샤나 OVA 사랑과 온천의 교외학습 (사카이 유지)

### 극장판
2007년
- 작안의 샤나 극장판 (사카이 유지)

2010년
- 은혼 극장판 신역 홍앵 (카무이)

2017년
- 극장판 오버로드 칠흑의 영웅 (모몽가)

2020년
- 극장판 귀멸의 칼날: 무한열차편 (렌고쿠 쿄쥬로)
- 귀멸의 칼날: 주합회의·나비저택 편 (렌고쿠 쿄쥬로)
- 귀멸의 칼날: 나타구모산 편 (렌고쿠 쿄쥬로)

2021년
- 극장판 주술회전 0

2024년
- 극장판 하이큐!! 쓰레기장의 결전 (사와무라 다이치)
- 극장판 오버로드 성왕국편 (아인즈)